# Нанаймо
 Нанаймо  (англ. Nanaimo) — портове місто з площею 91,30 км² в провінції Британська Колумбія у Канаді, розташоване на острові Ванкувер. Місто налічує 83 810 мешканців (2011 р.) з густотою населення 918 ос./км² і знаходиться на висоті 20 м над рівнем моря.

## Відомі люди
В поселенні народились:
- Ешлі Гаррінгтон (* 1989) — канадська акторка і продюсер.
- Джіліан Венстон - прима-балерина Національного балету Канади

## Міста-побратими
- Сайтама, Японія (1996)